# كريك (جعة)

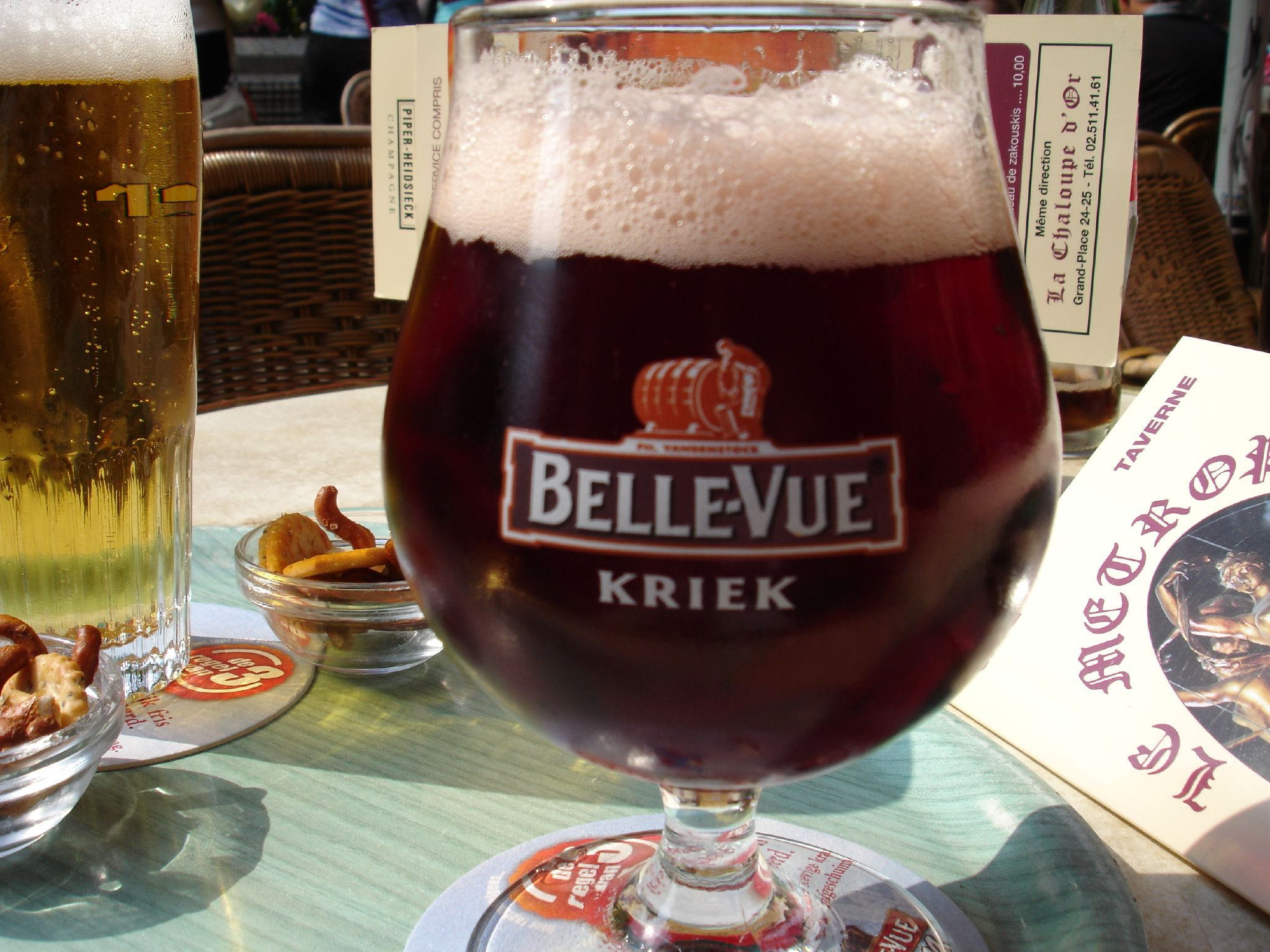
كأس من جعة كريك البلجيكية

كريك (بالهولندية: Kriek) هو نوع من أنواع الجعة البلجيكية، التي تصنع بتخمير جعة لامبيك مع الكرز الحامض. يستخدم تقليديا صنف بلجيكي نادر من الكرز الحامض اسمه «سخاربيكسي كريكن» (Schaarbeekse krieken) من منطقة قريبة من بروكسل. نظرا لندرة كرز سخاربيك وصعوبة الحصول عليه، استبدلت بعض المخمرات هذا الصنف (جزئيا أو كليا) بأصناف أخرى من الكرز الحامض، محلية أو مستوردة.

## أصل التسمية
اسم الجعة مشتق من الكلمة الفلمنكية لهذا النوع من الكرز (kriek).

## التخمر
كانت جعة كريك تصنع تقليديا في مصانع الجعة في جميع أنحاء بروكسل باستخدام جعة لامبيك يضاف إليها الكرز الحامض (مع بذره).  لامبيك هي جعة بلجيكية حامضة وجافة، المخمرة بشكل عفوي بخميرة محمولة جوا يقال أنها أصيلة ببروكسل. يسبق استخدام الكرز أو التوت  بحضور الكرز (أو التوت) في إعطاء نكهة للجعة الجنجل المستخدم حاليا بشكل واسع. جعة كريك التقليدية المصنوعة على قاعدة لامبيك هي جعة حامضة وجافة كذلك. يترك الكرز في اللامبيك لمدة عدة أشهر، مما تسبب في إعادة تخمر السكر الإضافي. غالبا لا يبقى أي سكر غير مختمر، فتصبح نكهة الجعة فاكهية بدون حلاوة. بعد إزالة الكرز، هناك عملية تعتيق إضافية.
مؤخرا أصبحت بعض مصانع جعة لامبيك تضيف السكر إلى المنتج النهائي من الجعة الفاكهية، لجعلها أقل حدة وأكثر قبولا لدى جمهور أوسع. تستخد هذه المصانع عصير الكرز بدلا من الكرز الصحيح، ويتم تعتيقها لفترات أقصر بكثير.
الفرامبواز أو فرامبوزنبير هو نوع من الجعة البلجيكية قريب وأقل تقليدية من الكريك، يخمر مع التوت بدلا من الكرز الحامض. الكريك أيضا مرتبط بالغويزه التي لا فاكهة فيها، لكنها أيضا نوع من جعة اللامبيك المعاد تخميرها. تصنع بعض مصانع الجعة جعة «كريك» على أساس جعة «أود بران» (البنّي القديم) بدلا من لامبيك.